# Otto (Maskottchen)
Otto, auch häufig als Otto der Otter bezeichnet, war das offizielle Maskottchen der Winter-Paralympics 2002 im US-amerikanischen Salt Lake City.

## Beschreibung
Otto ist ein Amerikanischer Fischotter. Er ist mit einem roten Schal bekleidet, auf dem das Logo der Winterspiele abgebildet ist. Zudem trägt er meistens eine gelbe Skibrille und Handschuhe. Auf verschiedenen Merchandising-Artikeln ist Otto auch in anderen Sportbekleidungen, zum Beispiel als Eishockeyspieler, abgebildet.

## Bedeutung
Das Motiv des Fischotters wurde gewählt, da dieses Tier bereits bei den Native Americans im Gebiet des späteren Bundesstaates Utah als mächtig galt und hohen Symbolwert besaß. Außerdem soll er Agilität, Vitalität, Hartnäckigkeit und Stärke verkörpern, was sowohl für die Tiere, als auch für die Paralympics-Teilnehmer maßgebliche Eigenschaften sind. Der Name des Maskottchen stammt vom italischen Wort otto für die Zahl Acht und verweist darauf, dass die Spiele in Salt Lake City die achten Paralympischen Winterspiele waren.

## Präsentation
Das Organisationskomitee der Paralympischen Winterspiele, dessen Vorsitz der Politiker Mitt Romney innehatte, präsentierte Otto im März 2000 der Öffentlichkeit. Bis zu den Spielen trat Otto bei verschiedenen Sportereignissen auf, außerdem besuchte er Schulen, Kinderkrankenhäuser und Jugendveranstaltungen.